# 滋賀県水産試験場

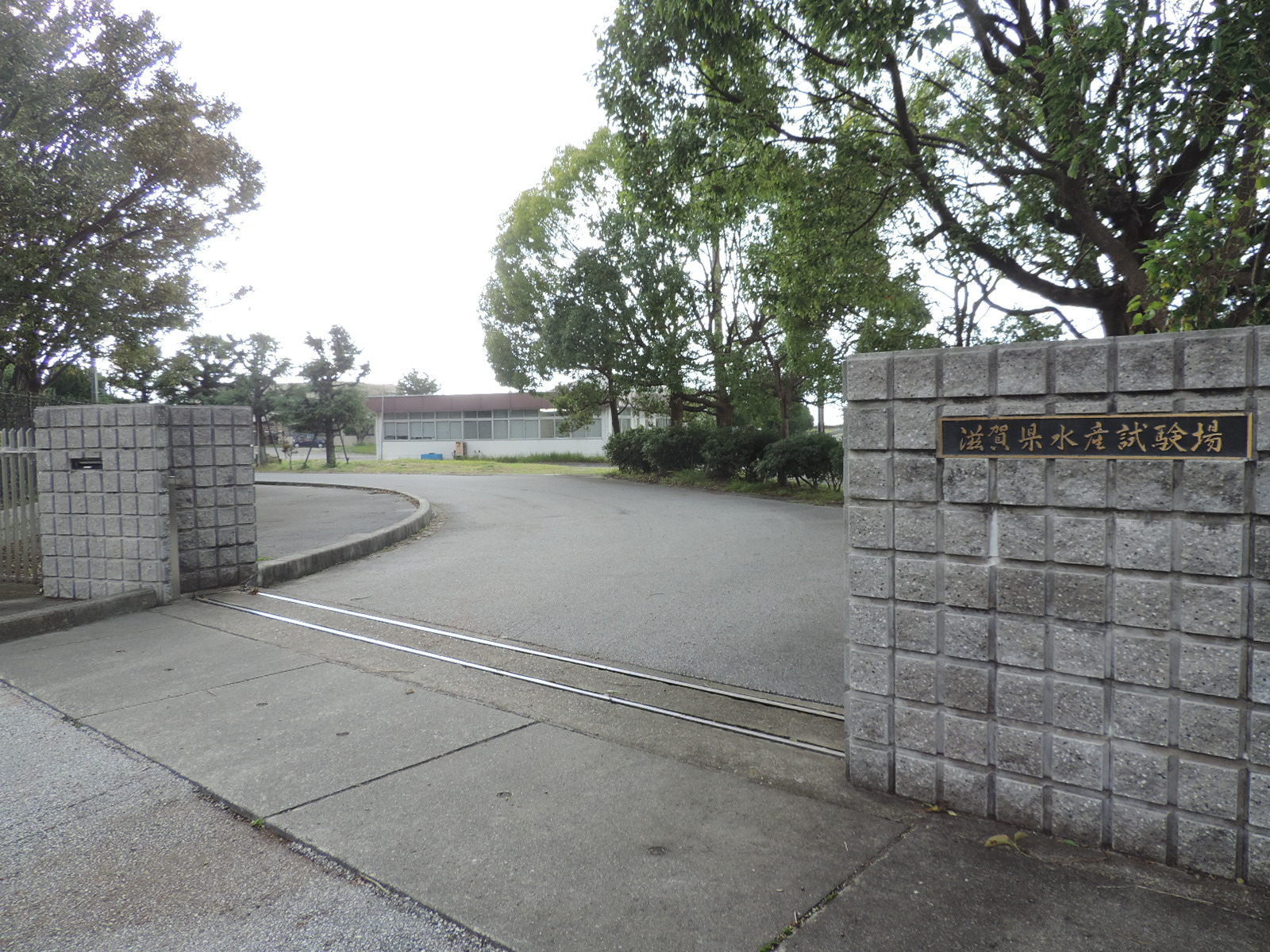
滋賀県水産試験場正門。2017年撮影

滋賀県水産試験場（しがけんすいさんしけんじょう、Shiga Prefectural Fisheries Experiment Station）は、琵琶湖における水産業の研究・指導を目的として設置された滋賀県立の研究所。本場は滋賀県彦根市にあり、米原市の醒井養鱒場は（内水面）分場になる。
水産業の他、琵琶湖の水質などの調査や、開放日には鮒寿司の作り方教室なども行う。

## 概要
「滋賀県水産試験場」として1900年（明治33年）に犬上郡福満村大字平田（現在の彦根市）に設置されたものが始まりである。

## 組織
組織の長は場長である。
- 本所：滋賀県彦根市八坂町2138-3
  - 栽培技術担当－総務を兼ねており、ニゴロブナ・ホンモロコ・セタシジミの増養殖研究や、琵琶湖固有種の保護を担当
  - 生物資源担当－アユ種苗の特性向上に関連した研究や、イサザなどの資源生態研究を担当。
  - 環境病理担当－琵琶湖の水質調査や、魚病対策、また水産加工食品の開発試験を担当。

- 醒井養鱒場
  - 所在地：滋賀県米原市上丹生－マス類の増養殖の研究や種苗生産供給基地の役割を果たし、水産試験場より先の23年前に（1878年）開設され、現在は滋賀県水産試験場の分場となっている。

## 沿革（醒井養鱒場は除く)
- 1900年（明治33年）－ 犬上郡福満村大字平田に滋賀県水産試験場として開場する。
- 1906年（明治39年）－ 彦根城外堀で養鯉試験を実施する。
- 1917年（大正6年）－ 本場庁舎を改築する。
- 1926年（大正15年）－ 栗太郡常盤村大字下物地先に養魚場を設置する。
- 1945年（昭和20年) － 彦根市松原町に本場を移転する。また、旧本場を平田試験池と改名する。
- 1966年（昭和41年）－ 彦根養魚場を廃止する。
- 1971年（昭和46年）－ 現在地に移転し、試験研究施設を拡充整備する。
- 1980年（昭和55年）－ 琵琶湖総合開発所業に伴う補償工事として、琵琶湖取水施設および係船場等の機能維持施設が完成。
- 1981年（昭和56年）－ 魚病指導総合センターと、飼育実験棟を設置する。
- 1987年（昭和62年）－ 付属施設として生物工学実験棟（加工実験室を含む）を設置する。
- 1991年（平成3年） － 飼育実験棟、倉庫棟を増設、試験池の全面補修工事を行う
- 1992年（平成4年） － 調査船・第9琵琶湖丸が就航する。
- 1997年（平成9年） － 県立大学設置に伴い、関連環境整備を実施する。
- 2000年（平成12年）－ 醒井養鱒場を、内水面分場扱いとする。
- 2007年（平成19年）－ 淡水漁業県としては初めての、全国豊かな海作り大会（主催・社団法人全国豊かな海作り推進協会）が開催される。（テーマは、この湖（うみ）を守る約束未来のために）

## 主な業務
- 琵琶湖の水質維持・琵琶湖固有種の保護・外来魚の駆除など。

## 現在の主要研究対象生物
- ニゴロブナ
- セタシジミ
- 淡水真珠母貝
- ホンモロコ
- スジエビ
- ナマズ
- イサザ
- アユ
- ブラックバス
- ブルーギル